# 空中消火

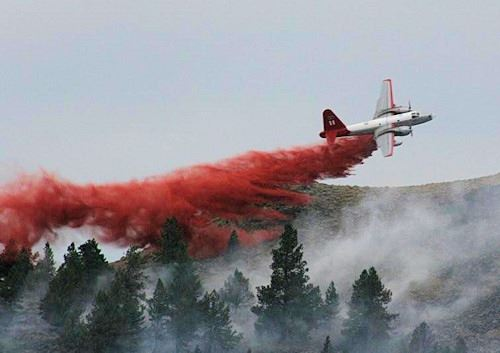
米オレゴン州での不燃剤による空中消火

空中消火（くうちゅうしょうか）とは、航空機を用いて、空から消火活動を行うことである。空中消火は直接消火ではなく延焼を防ぐために行われる。

## 概要
広大な森林や険しい山が多い国では、林野火災の現場まで消防車がたどり着けないことが多く、空中消火専門の消防隊が存在している。国によっては消防隊ではなく軍隊、警察や国境警備隊、山林を管轄する機関、民間企業などが行っていることもある。またパラシュート降下を行い現場で延焼を防ぐ防火帯を設置する空挺消防隊としてスモークジャンパーが置かれる場合もある。
空中消火機はエアタンカーとも呼ばれる。

### 航空機

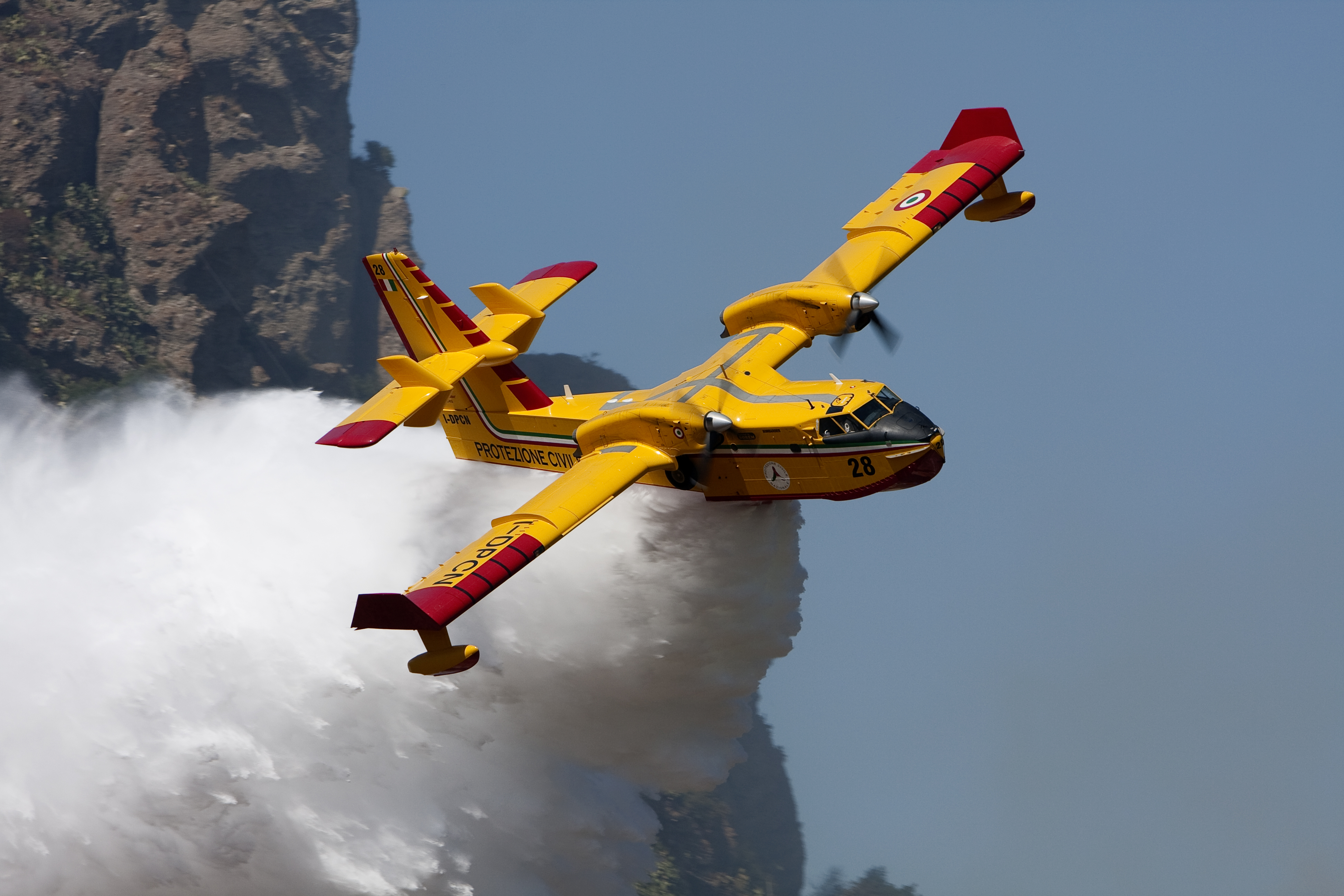
散水するイタリアの消防飛行艇ボンバルディア415

航空機は陸上機と水上機（飛行艇）に大別される。
陸上機は搭載水量が多いが、火災現場と給水する飛行場の往復に時間を要するため、基地となる飛行場の確保が重要となる。飛行艇は水上を滑走しながら給水し、そのまま離水、消火を行うことができるため比較的効率的な消火活動が行える。
アメリカなどでは水タンクを増設するスペースがある大型機（陸上機）を改造し運用するのが主流であり、輸送機（C-130、C-47、IL-76など)や、低空低速での飛行を前提とした哨戒機（S-2、P-3)などの退役した軍用機、航空会社から売却された旅客機（B-747、DC-10、DHC-6、DC-6）が利用される。
ヨーロッパでは消防飛行艇が多く運用されている。これはヨーロッパでは比較的平野部に森林火災が集中しており、飛行艇が取水するための湖水、河川、海等の給水場所が多く、効率的な運用が可能なためである。

### ヘリコプター

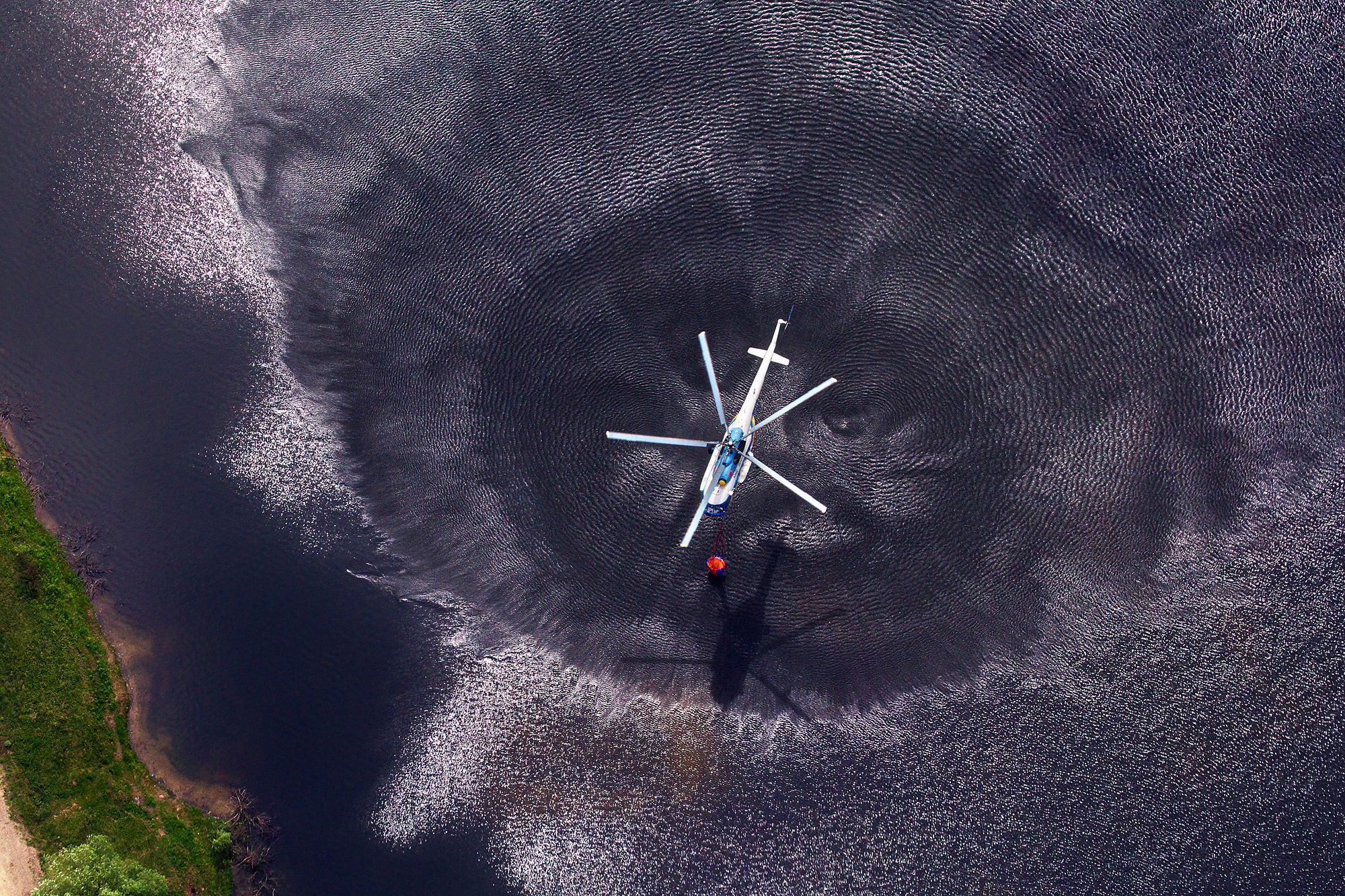
給水するウクライナ国家非常事態庁のMi-8

航空機と比較して航続距離が短く搭載量が少ない一方、火災現場近くに河川や学校のプールなどの水源を確保することにより効率的な消火活動が可能である。山間部が多く、航空機では効率的な消火活動が困難な日本や韓国ではヘリコプターの運用が主流である。
その機能から、山火事消火用に改装されたS-64Eや消防防災ヘリのように固定式消火装置を備えたものと、汎用ヘリコプターにバケット（空中消火用水のう）を吊り下げたものに分けられる。

## 各国の運用

### アメリカ合衆国

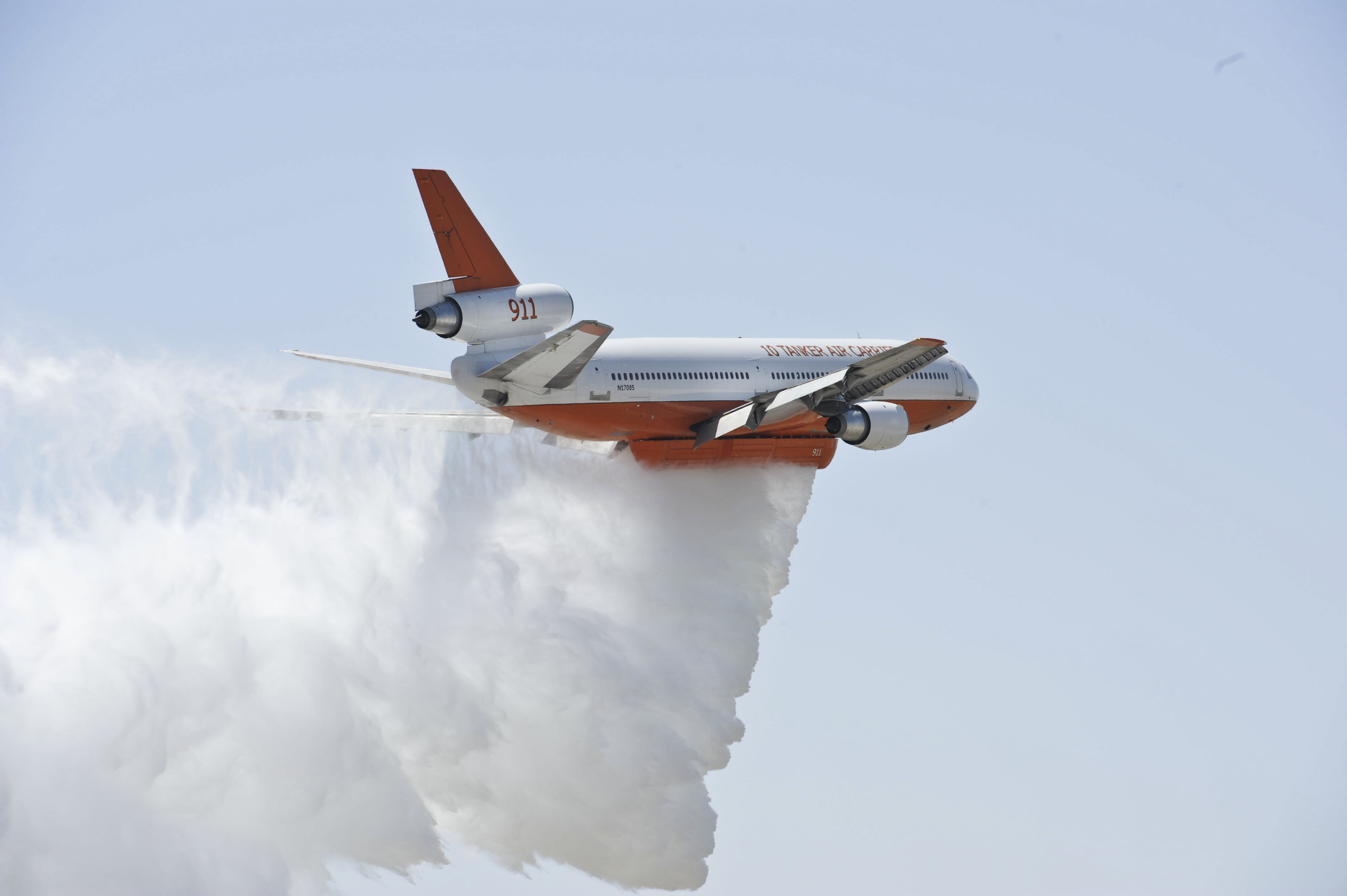
空中消火のデモストレーションを行う米国森林局のDC-10

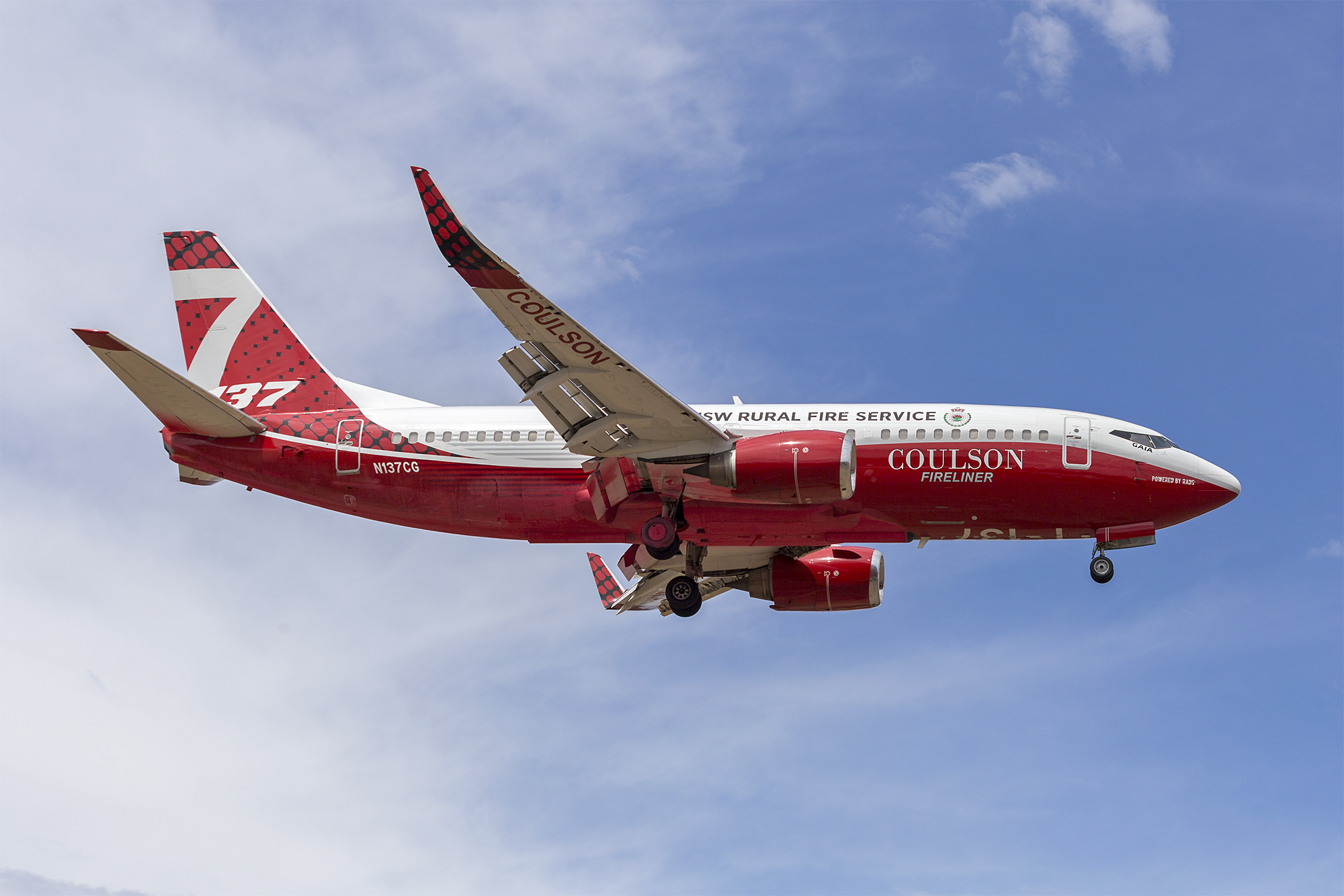
民間会社コールソンアビエーションが運用するボーイング737

アメリカ合衆国農務省の森林局では山火事に対応するため森林消防隊が組織されており、自治体が組織した消防隊の消火活動を補助する。また航空機から火災現場に直接降下する降下消防員（スモークジャンパー）も存在する。しかし森林面積に対して規模が十分ではなく、予算が不足し大規模な消防隊を常設できない自治体も多いため、火災発生時にはエバーグリーン航空など空中消火事業も行う航空会社やエアロユニオンのような専門会社へ業務をアウトソーシングするなど、航空ビジネスとして市場が形成されている。民間企業であるためカナダやメキシコなど隣国でも事業を展開している。またエリクソン・エアロ・タンカー (Erickson Aero Tanker)はMD-87を空中消火機に改造して運用している。

### ロシア
世界初の森林専門消防隊である航空森林消防隊が、広大な森林で発生する火災に備え待機している。
2020年6月には、ロシアはトルコ政府の要請で消防飛行艇Be-200を派遣し、トルコ国内で消火活動にあたった。

### 日本
日本では1960年代からヘリコプターによる空中消火が実施されている。
2023年4月1日現在、沖縄県を除く46都道府県に、計77機の消防防災ヘリコプターが配備されており、機体固定式タンク（約1800L）又は吊り下げ式バケット（約1000L）を使用し消火を行う。
また自衛隊も自治体等からの要請を受け消火活動（災害派遣活）をする。多用途ヘリコプターUH-1の場合、吊り下げ式バケット（約500L）、大型輸送ヘリコプターCH-47の場合、吊り下げ式バケット（約8000L）を使用し消火を行える。

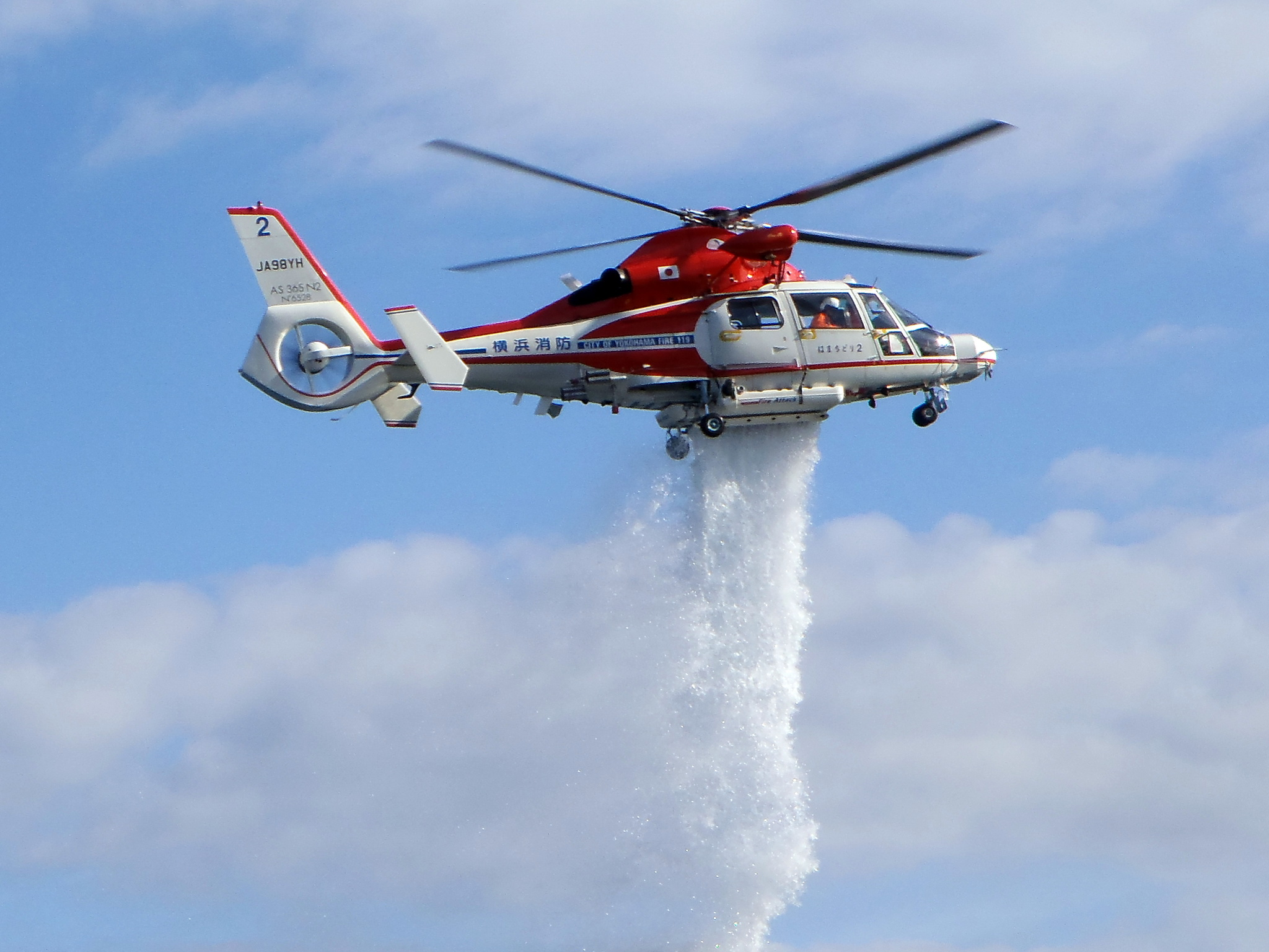
横浜市消防局航空隊の放水訓練
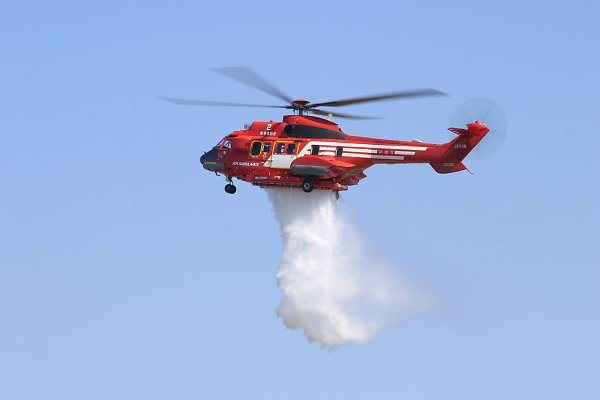
東京消防庁航空隊の放水訓練
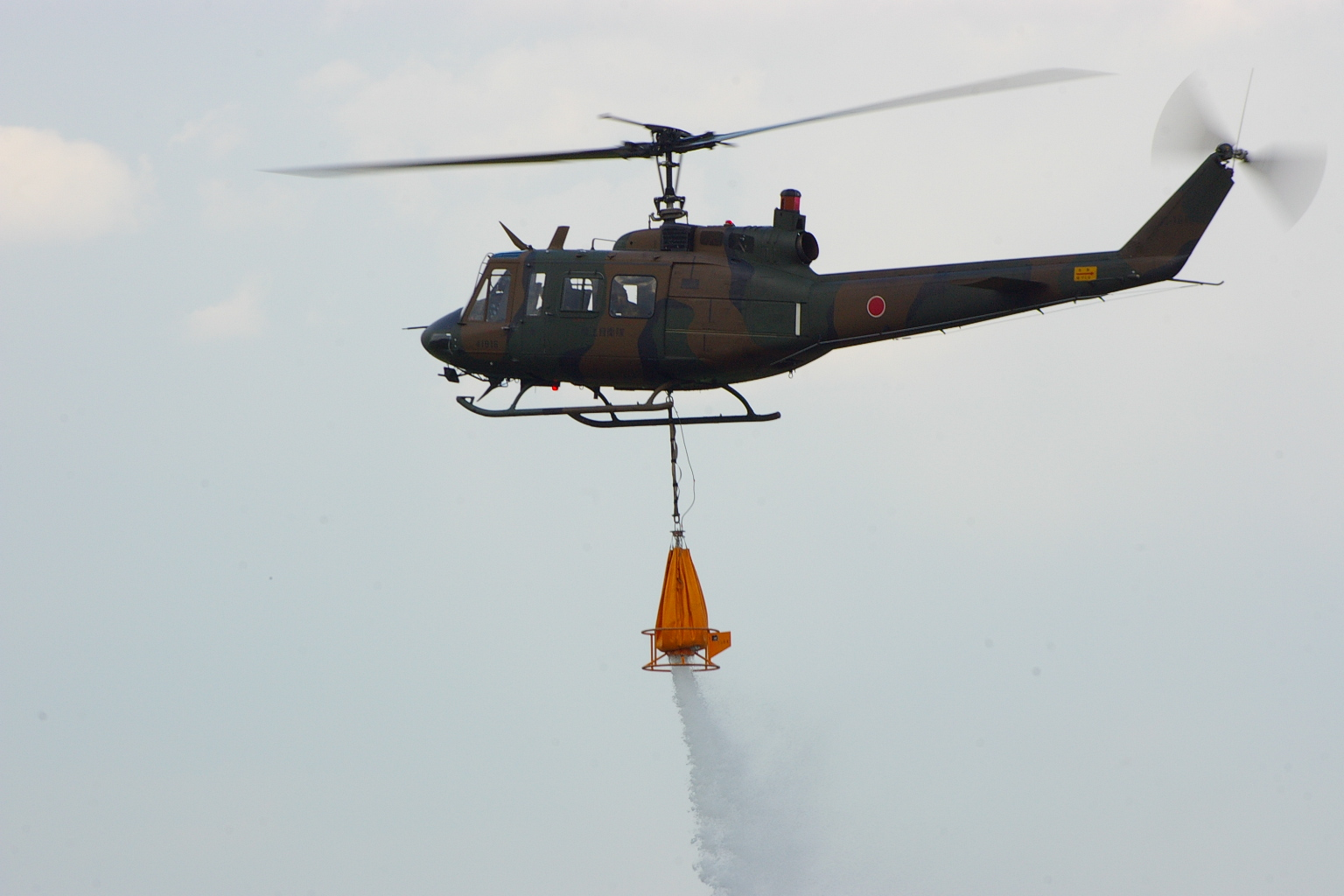
UH-1Jによる空中消火のデモンストレーション

### 大韓民国

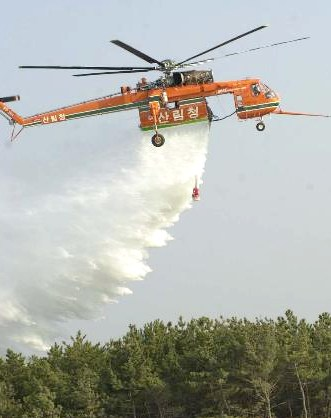
大韓民国山林庁のS-64E

農林畜産食品部山林庁は山火事対応として山林航空本部を組織しており、2020年現在大型ヘリコプターS-64Eを6機配備している。
また消防庁及び全国の消防本部に、2021年現在計32台の消防ヘリコプターが配備されている。

## 空中消火部隊を扱った作品
- オールウェイズ (映画) - 空中消火隊やパイロット養成校が舞台の映画。
- ファイアーストーム  - アメリカのスモークジャンパーの活躍を描いた映画。
- 赤い空 - アメリカのスモークジャンパーの活躍を描いた映画。森林局が撮影に協力している。
- ファイティング・with・ファイア - 救助した子供を預かったスモークジャンパー達を描いたコメディ映画。
- Trial by Fire（英語版） - スモークジャンパーを目指す女性消防士が主人公のカナダの映画。
- プレーンズ2/ファイアー&レスキュー - 映画『プレーンズ』の続編。
- SWIFT! - 松田未来の漫画作品。リノ・エアレースを題材とする作品であるが、オフシーズン中に空中消火業務を行っている。
- ファントム無頼 - 史村翔原作・新谷かおる作画の漫画作品。第60話「め組の夏は波高し」にて石油タンカー火災を消火するエピソードがある。